# 鉄竜
鉄竜（てつりゅう）は、福岡県北九州市八幡西区の町。鉄竜一丁目から二丁目の町がある。住居表示実施済み。郵便番号は806-0058。

## 地理
八幡西区の北部に位置し、北に萩原、東に青山、南東に南王子町、南に鉄王、南西から西に相生町、西から北西に鷹の巣と接する。

### 河川
- 普通河川 宮川

### 湖沼
- 山の神池

## 地域の特徴
町域の中央を宮川が北流し、一丁目と二丁目を隔てている。住宅地であり、宮川より西側はほぼ平坦な地形で、東側は南部と東部に山林が残る。一丁目にドーム式多目的グラウンドである北九州穴生ドームがある。

## 歴史
ここでは隣町である鉄王と合わせて歴史を記載する。
昭和28年、穴生地区の区画整理を計画した八幡市が、経費ねん出のため八幡製鉄所に社宅用地として買上を依頼した土地であり、昭和32 - 48年にかけて農地に社宅が建築された。現在の北九州穴生ドームの場所には山の神下池があったが、その際に埋め立てられている。住居表示前は穴生製鉄アパート、または穴生製鉄社宅と通称していたが、建築が完了した昭和48年に鉄竜・鉄王と名付けられた。社宅用地は約14万5千坪(47万8500m2)に上り、アパートの棟数は100を数えた。鉄竜一丁目交差点の北東側には新日本製鉄所病院穴生診療所があったが、その後レストラン（穴生クラブ）に変わった。2000年代前半までに社宅団地は取り壊され、戸建て住宅の町へと生まれ変わった。

### 地名の由来
八幡製鉄所の「鉄」と竹末の「龍王神社」が由来といわれる。

### 沿革
- 1973年（昭和48年）6月1日 - 鉄竜一丁目 - 二丁目新設[5]。

- 1974年（昭和49年）4月1日 - 八幡区が八幡西区と八幡東区に分かれ、八幡区鉄竜一丁目 - 二丁目は八幡西区鉄竜一丁目 - 二丁目となる[6]。

### 町名の変遷
| 実施内容          | 実施年月日               | 実施後     | 実施前                     |
| ----------------- | ------------------------ | ---------- | -------------------------- |
| 町名新設 住居表示 | 1973年（昭和48年）6月1日 | 鉄竜一丁目 | 大字穴生の一部             |
| 町名新設 住居表示 | 1973年（昭和48年）6月1日 | 鉄竜二丁目 | 大字穴生，大字引野の各一部 |

## 世帯数と人口
2025年（令和7年）3月31日現在（北九州市発表）の世帯数と人口は以下の通りである。
| 町         | 世帯数  | 人口    |
| ---------- | ------- | ------- |
| 鉄竜一丁目 | 465世帯 | 974人   |
| 鉄竜二丁目 | 280世帯 | 704人   |
| 計         | 745世帯 | 1,678人 |

### 人口の変遷
国勢調査による人口の推移。
| 1995年（平成7年）  | 563人   | [ 8 ]  |  |
| 2000年（平成12年） | 1,376人 | [ 9 ]  |  |
| 2005年（平成17年） | 2,014人 | [ 10 ] |  |
| 2010年（平成22年） | 2,077人 | [ 11 ] |  |
| 2015年（平成27年） | 1,953人 | [ 12 ] |  |
| 2020年（令和2年）  | 1,775人 | [ 13 ] |  |

### 世帯数の変遷
国勢調査による世帯数の推移。
| 1995年（平成7年）  | 278世帯 | [ 8 ]  |  |
| 2000年（平成12年） | 494世帯 | [ 9 ]  |  |
| 2005年（平成17年） | 640世帯 | [ 10 ] |  |
| 2010年（平成22年） | 665世帯 | [ 11 ] |  |
| 2015年（平成27年） | 666世帯 | [ 12 ] |  |
| 2020年（令和2年）  | 662世帯 | [ 13 ] |  |

## 学区
市立小・中学校に通う場合、学区は以下の通りとなる。
| 町         | 街区 | 小学校               | 中学校               |
| ---------- | ---- | -------------------- | -------------------- |
| 鉄竜一丁目 | 全域 | 北九州市立萩原小学校 | 北九州市立穴生中学校 |
| 鉄竜二丁目 | 全域 | 北九州市立萩原小学校 | 北九州市立穴生中学校 |

## 交通

### バス
域内のバス停と系統は以下のとおりである。
| 運行事業者 | 運行事業者     | 西鉄バス北九州 | 西鉄バス北九州 | 西鉄バス北九州 |
| 系統       | 系統           | 57             | 82             | 197            |
| 停留所     | 穴生ドーム南口 | ○              |                |                |
| 停留所     | 穴生ドーム     |                | ○              | ○              |
| 停留所     | 鉄竜           |                | ○              | ○              |

## 施設

### 公共施設
- 北九州穴生ドーム
- 北九州市立年長者研修大学校 穴生学舎

### 公園
- 鉄竜二丁目公園
- 山の神池公園